# Мініземля

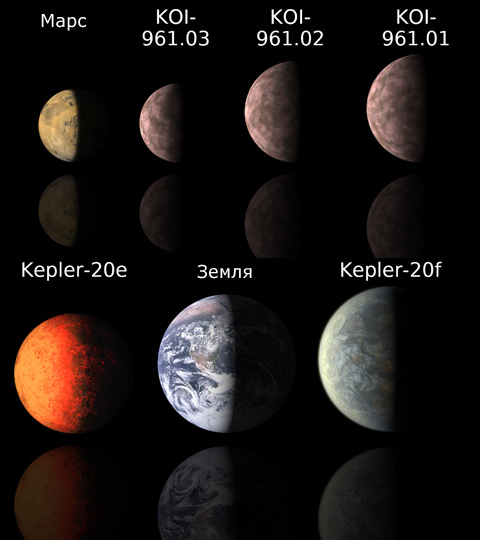
Порівняльні розміри екзопланет із Землею і Марсом

Мініземля — планета, порівнянна з Землею за розмірами та масою або менше її (Марс в Сонячній системі). Планети подібного типу практично неможливо виявити методом променевих швидкостей через їх малу масу, і тому найефективнішим на даний час (січень 2012 року) є транзитний метод.

## Історія відкриттів
20 грудня 2011 року було оголошено про виявлення перших планет цього класу - Kepler-20 e та Kepler-20 f.
Ще дві планети цього класу були відкриті в грудні 2011 року у зірки KOI-55. Ці надгарячої екзопланети на орбіті субкарлика, який скидав свою газову оболонку, швидше за все пережили занурення в свою зірку і самі втратили більшу частину первісної маси.
У січні 2012 року на щорічному з'їзді Американського астрономічного товариства було оголошено про відкриття ще трьох невеликих екзопланет, цього разу навколо зірки Kepler-42. Це три мініземлі з діаметром 0,78, 0,73 і 0,57 земних відповідно, що обертаються навколо червоного карлика з періодами від 0,5 до 2 земних днів.
У лютому 2013 року астрономи, що працюють з даними телескопа «Кеплер» повідомили про відкриття ними двох мініземель, які обертаються в системі Kepler-37. Одна з них, Kepler-37 b, на момент відкриття є найменшою з усіх відомих планет.